# Oboyerita
L'oboyerita és un mineral de la classe dels òxids. Rep el seu nom en honor de Oliver Michael Boyer (1842-1918), prospector.

## Característiques
L'oboyerita és un òxid de fórmula química H₆(Pb,Ca)₆(Te4+O₃)₃(Te6+O₆)₂·2H₂O. Va ser aprovada com a espècie vàlida per l'Associació Mineralògica Internacional l'any 1979, i desacreditada com a tal el 2019, al concloure que està formada per almenys dues fases diferents, incloent-hi les oxisals de plom i tel·luri ottoïta i plumbotel·lurita. Cristal·litza en el sistema triclínic. La seva duresa a l'escala de Mohs és 1,5. L'exemplar que va servir per a determinar l'espècie, el que es coneix com a material tipus, es troba conservat al Smithsonian Museum, el Museu Nacional d'Història Natural que es troba a Washington DC, als Estats Units.
Segons la classificació de Nickel-Strunz, l'oboyerita pertany a «04.JN - Tel·lurits amb anions addicionals, amb H₂O» juntament amb els següents minerals: sonoraïta, poughita, cesbronita, eztlita i juabita.

## Formació i jaciments
Va ser descoberta l'any 1979 a les escombreres de la mina Grand Central, al districte de Tombstone del comtat de Cochise, a Arizona (Estats Units). Es tracta de l'únic indret on ha estat trobada aquesta espècie mineral.